# Palmiry

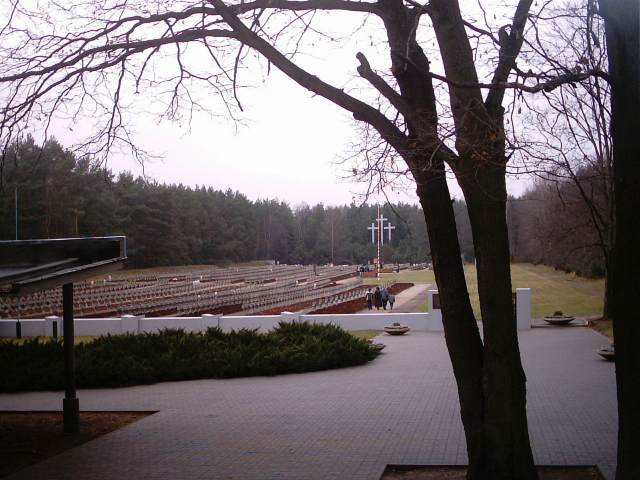
Cementiri a Palmiry

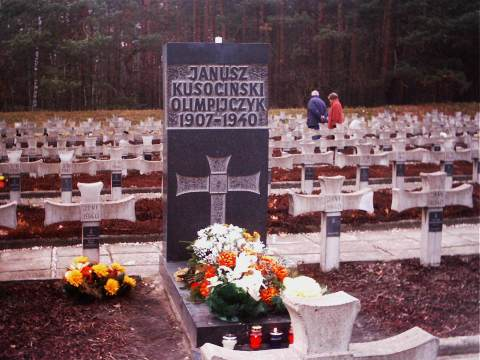
Tomba de Janusz Kusociński

Palmiry és un poble del districte administratiu de Gmina Czosnów, a l'àrea de Nowy Dwór Mazowiecki, Voivodat de Masòvia, a la zona centre-oriental de Polònia. És situat als confins del Bosc de Kampinos, aproximadament 4 km al sud-est de Czosnów, 11 km al sud-est de Nowy Dwór Mazowiecki, i 23 km al nord-oest de Varsòvia. L'any 2000 la vila tenia uns 220 habitants.
Durant la II Guerra Mundial, entre 1939 i 1943, la vila i els boscos de la rodalia foren un dels llocs on els alemanys varen cometre execucions en massa d'intel·lectuals, polítics, i esportistes polonesos, en el marc de l'anomenada Acció AB. Moltes de les víctimes varen ser primer arrestades i torturades a la presó de Pawiak a Varsòvia, i posteriorment traslladades al lloc on serien executades. En aquest lloc s'han exhumat, en total, les restes d'unes 2.115 persones però és probable que no s'hagin trobat tots els cossos. Algunes de les víctimes conegudes són:
- Juliusz Dąbrowski, periodista i un dels líders del Związek Harcerstwa Polskiego (Moviment Escolta Polonès)
- Witold Hulewicz, periodista de ràdio i poeta
- Stefan Kopeć, biòleg i fisiòleg, professor de la Universitat de Varsòvia
- Janusz Kusociński, atleta, guanyador dels 10.000 m als Jocs Olímpics de 1932.
- Mieczysław Niedziałkowski, polític, del Partit Socialista Polonès
- Stanisław Piasecki, periodista, polític, i crític
- Jan Pohoski, polític, batlle de Varsòvia
- Dawid Przepiórka, mestre d'escacs
- Maciej Rataj, polític, president de la cambra baixa polonesa
- Tomasz Stankiewicz, ciclista, medallista als Jocs Olímpics d'estiu de 1924
- Kazimierz Zakrzewski, científic, professor de la Universitat de Varsòvia

Després de la guerra, el 1946, els cossos de les víctimes dels nazis foren exhumats i enterrats en un nou cementiri, situat a uns 5 kilòmetres del poble, i que ha estat declarat mausoleu nacional polonès des de 1948.